# Jurassique supérieur
Stratigraphie
Jurassique moyen Crétacé inférieur
Crétacé
Le Jurassique supérieur, aussi connu sous le nom de Malm, est une époque de la période géologique du Jurassique. Cette époque s'étend de 161.2 ± 4.0 à 145.5 ± 4.0 Million d'années. C'est la plus courte époque stratigraphique du Jurassique, le Lias et le Dogger étant plus longues.

## Subdivisions
Le Malm est divisé en trois étages :
| Tithonien (ou anciennement Portlandien) | (150,8 ± 4 - 145,5 ± 4 Ma) |
| Kimméridgien                            | (155,7 ± 4 - 150,8 ± 4 Ma) |
| Oxfordien                               | (161,2 ± 4 - 155,7 ± 4 Ma) |

## Paléogéographie

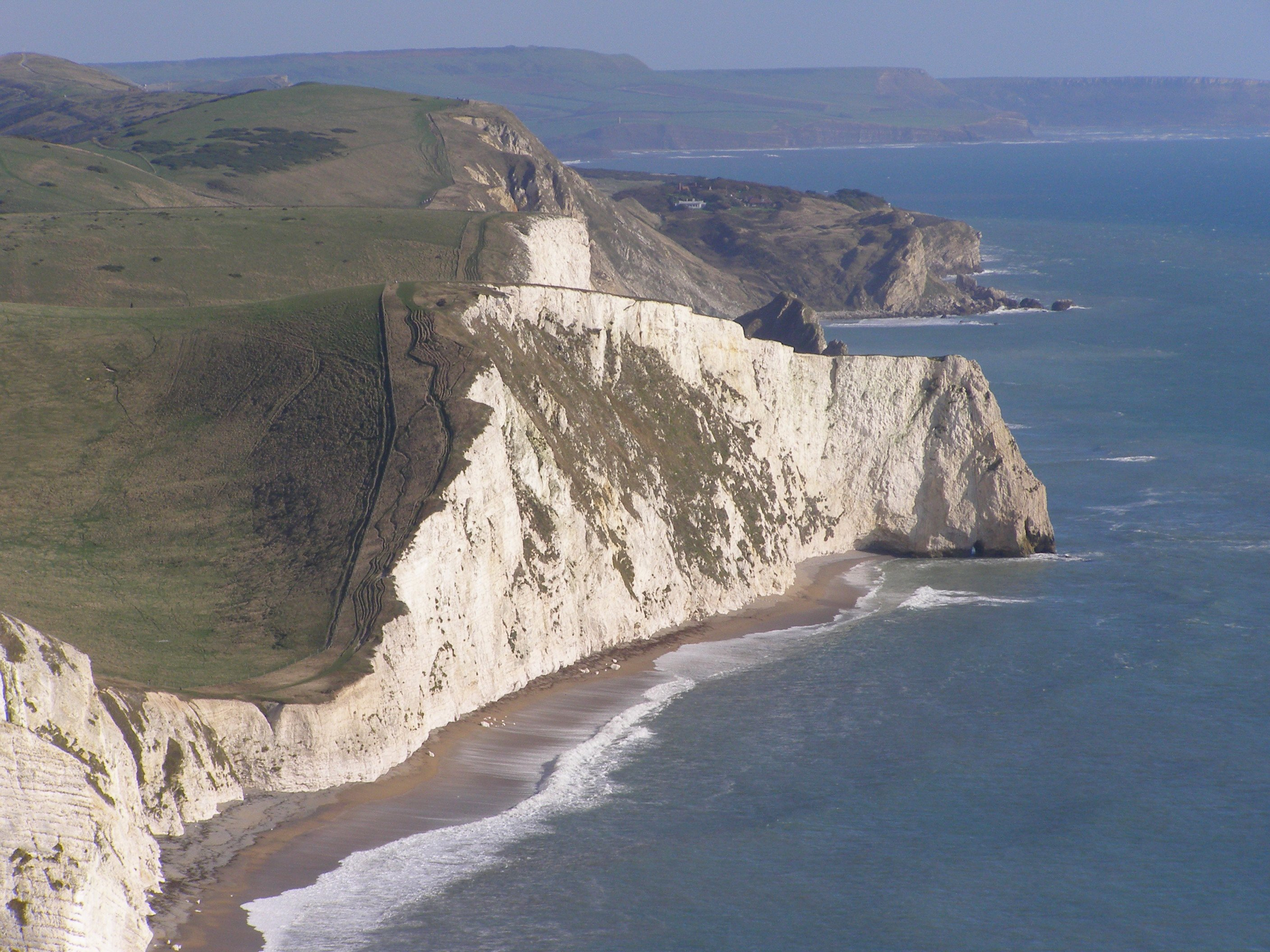
Falaise crayeuse, dépôt sédimentaire datant du Malm à Bat's Head dans le Dorset

Le supercontinent Pangée se divise en deux supercontinents, Laurasia au nord et Gondwana au sud. L'Atlantique Nord commence à se former à la fin du Trias, mais il reste assez étroit jusqu'à cette époque.

## Formes de vie
Cette époque est caractérisée par un certain nombre de dinosaures comprenant de nombreux Sauropodes, les plus grands herbivores terrestres ayant existé, des ornithopodes, des Plésiosaures, etc. Les premiers oiseaux évoluent durant le Malm.
- Camarasaurus, Brachiosaurus, Diplodocus, Supersaurus ; des Sauropodes (Sauropoda) herbivores d'Amérique du Nord,
- Dicraeosaurus, un grand Sauropode africain,
- Allosaurus, le plus commun des Théropodes (Theropoda) de la fin du Jurassique, du Crétacé inférieur et du début du Crétacé supérieur d'Amérique du Nord, Portugal, Tanzanie et Australie
- Epanterias, un grand carnivore Théropode d'Amérique du Nord
- Ceratosaurus, un carnivore d'Afrique et d'Amérique du Nord,
- Compsognathus, un Théropode d'Europe et Yanchuannosaurus, un grand Théropodes asiatique,
- Tuojiangosaurus, un Thyréophores d'Asie, Stegosaurus et Gargoyleosaurus en Amérique du Nord,
- Dryosaurus, Camptosaurus, Thyréophores d'Amérique du Nord,
- Archaeopteryx le premier oiseau connu, en Europe,
- Rhamphorhynchus, un Ptérosaure d'Europe.
- Ophthalmosaurus, un Ichthyosaure très commun,
- Liopleurodon, un Plésiosaurien des mers d'Europe du Nord,
- Pterodactylus, Ptérosaure volant d'Europe.